# New World – Zwischen den Fronten
New World – Zwischen den Fronten (Originaltitel: 신세계, Sinsegye) ist ein südkoreanischer Thriller des Regisseurs Park Hoon-jung aus dem Jahr 2013.

## Handlung
Als der Chef der brutalen und größten Verbrecherorganisation Südkoreas namens „Goldmoon“ stirbt, beginnt der Kampf um seine Nachfolge. Zwei Gangsterbosse versuchen mit allen Mitteln seinen Platz einzunehmen und schrecken vor keiner Brutalität zurück. Die Sondereinheit der Polizei nutzt dies, um ihren Einfluss in das Syndikat zu verstärken.
Deswegen soll der junge Polizist Ja-Sung in das Kartell geschleust werden und dort undercover arbeiten. Doch langsam entwickelt Ja-Sung Sympathien für den Gangster Jeong Cheong und gerät in einen Konflikt zwischen Loyalität und Selbsterhaltungstrieb. Enttäuscht und im Stich gelassen von der Polizei, die ihn nicht zurücktreten lassen will, ordnet Ja-Sung die Ermordung seines Vorgesetzten Kang und des Polizeibeauftragten Ko an. Ja-Sung entscheidet sich gegen die Polizei und für das Verbrechen und versucht die Spuren seiner Mitgliedschaft bei der Polizei zu beseitigen.

## Kritiken
Die New York Times hält den Film für: „[…] weniger blutig und viel nachdenklicher als die meisten anderen Filme dieses Genres, die Handlung über die Verwerfung des Bündnisse wird immer fesselnder je mehr sie voranschreitet.“